# Marco Tulio Tirón

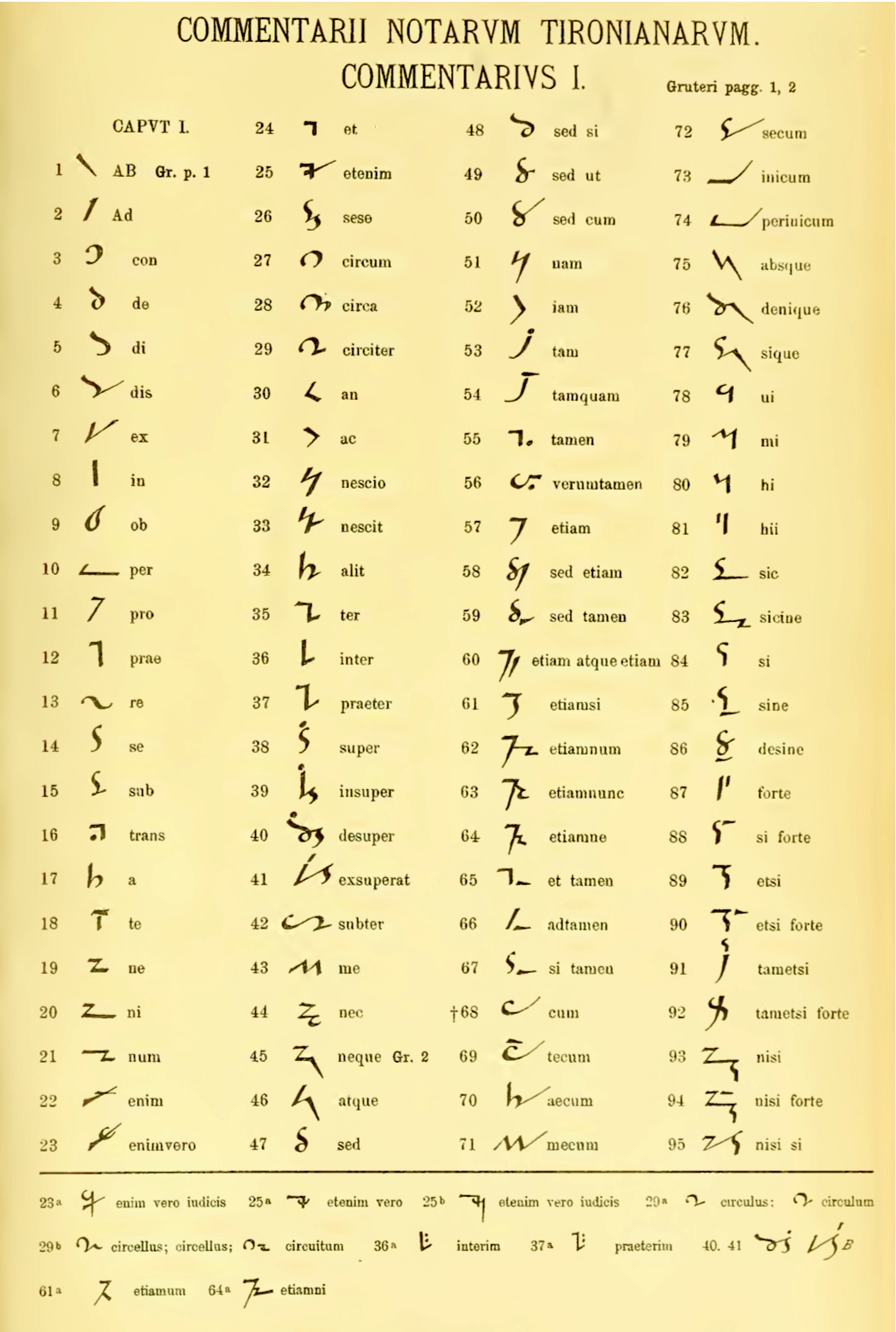
Imagen de tablero de abreviaturas de la edición de Commentarii notarum tironianarum de Wilhelm Schultz.

Marco Tulio Tirón  (m. 4 a. C.) fue un liberto y secretario de Cicerón, quien le cita frecuentemente en sus cartas. Nació como esclavo en casa del abuelo de Cicerón y fue después manumitido, aunque continuó trabajando para él como liberto.
Después de la muerte de Cicerón se hizo cargo de la compilación completa de sus cartas, discursos y libros. También compuso un cierto número de libros propios, que no se han conservado. Es más conocido por haber inventado la notación tironiana, un sistema de taquigrafía con el que transcribía los discursos de Cicerón.

## Nacimiento
El año de nacimiento de Tirón es dudoso. Según Groebe, siguiendo el texto de san Jerónimo, nació en el año 103 a. C. y especifica la fecha del 28 de abril haciéndola corresponder con la de la manumisión. Sin embargo, por las cartas de Cicerón, parece desprenderse que Tirón era más joven y otros autores sitúan su fecha de nacimiento alrededor del año 80 a. C. McDermott llega a decir que Tirón podría ser hijo de juventud del propio Cicerón, con una concubina, previo a su matrimonio con Terencia.

## Etapa servil
Es posible que Tirón fuera un verna —es decir, un esclavo nacido en casa— y que su nacimiento se produjera en la villa de Cicerón en Arpino, de donde vino con su familia a Roma.
En sus cartas, Cicerón se refiere a Tirón con frecuencia. Le destinaba a escribir al dictado, a descifrar su propia escritura y a atender a su mesa, a su jardín y a sus finanzas. Siempre armado con su tablilla para escribir acompañó a Cicerón en todo momento, lo cual contribuyó a su enriquecimiento cultural. Cicerón subraya lo útil que le es en su trabajo y en sus estudios.

Tirón fue esclavo de Cicerón, lo fue de un modo que se contentarían de serlo muchas personas libres. Era el amigo, el consejero y el confidente de sus amos en cuya familia había recibido una educación tan liberal como si hubiera sido hombre libre y de las mejores casas de Roma. El amor de Tirón a sus amos no se puede comparar sino al que estos le tenían. En las pocas cartas que nos quedan de Cicerón a él se hallan tales expresiones de afecto que no las hay iguales en las que escribía a su propio hijo.
Conyers Middleton, Historia de la vida de Marco Tulio Cicerón, Volumen 4

## Liberto
En el año 53 a. C. recibió la manumisión, pasando a tomar la nomenclatura romana de Marco Tulio Tirón. Sin embargo, siguió ligado a Cicerón, ahora como liberto, sirviéndole de secretario y acompañándolo en sus viajes. A la edad de 51 años contrajo la malaria, una enfermedad que le limitó en su disponibilidad para viajar y que preocupó a Cicerón, como se aprecia en varias de sus cartas.
Tras el asesinato de Cicerón en 43 a. C., Tirón se retiró a una finca cercana a Puteoli, donde murió en el año 4 a. C.

## Obras
Se tiene a Tirón como autor de varias obras, de las que solo se conservan unas pocas citas. Solo las recopilaciones de los escritos y cartas de Cicerón se conservan completas.

### Recopilaciones de Cicerón
Tirón ayudaba a Cicerón a escribir sus discursos, tomaba nota de los que improvisaba gracias al sistema de taquigrafía que estableció, y perseguía las erratas de los copistas de los talleres de edición. También le ayudó en la escritura y depuración de sus tratados. Al mismo tiempo guardaba un archivo de los escritos de Cicerón, especialmente de sus cartas. Tras la muerte de Cicerón, se encargó de recopilar y editar la producción escrita de este.

### Obras propias
Las obras propias de Tirón, no conservadas, son:
1. Vida de Cicerón, en cuatro volúmenes.[15]
2. Expresiones de Cicerón, en tres volúmenes.[16]
3. El uso y razón de la lengua latina, en varios volúmenes.
4. Pandectas, miscelánea de cuestiones varias.[17]
5. Cartas.[18]

A veces se le ha considerado autor de tragedias al estilo de Sófocles pero puede que las fuentes solo se refieran a traducciones.

## Las notas tironianas
Tirón puede ser considerado uno de los padres de la taquigrafía occidental. El propio Cicerón le sugirió adaptar las «notas griegas», un sistema de escritura rápida utilizado por Jenofonte para transcribir los discursos de Sócrates. 
Tirón termina inventando un sistema personal de abreviaturas, conocido como las annotationes tironianae, consistente en seleccionar una serie de signos distintos para las raíces y para las desinencias de las palabras. Estos signos o «notas» solían quedar ligados formando signos compuestos para abreviar palabras enteras, algo muy similar a lo que estipulan los sistemas posteriores de taquigrafía. 
Este sistema fue continuado por otros transcriptores antiguos —como Aquila, esclavo de Mecenas— y por los monjes medievales. Algunas de estas «notas» se conservaron durante el Renacimiento y la Ilustración, llegando hasta nuestros días: abreviaturas como «&» o «⁊», para abreviar la conjunción latina et, proceden en último término del sistema de Tirón.

## Tirón en la ficción literaria
Tirón aparece varias veces en la serie de novelas ambientadas en la Roma clásica Roma sub Rosa, de Steven Saylor, normalmente como ayudante del personaje principal, el detective Gordiano el sabueso.
También aparece como el narrador principal en la trilogía de Robert Harris dedicada a novelar la vida de Cicerón, formada por los títulos Imperium (2006), Conspiración (2009) y Dictator (2015).